# Großer Lotzinsee

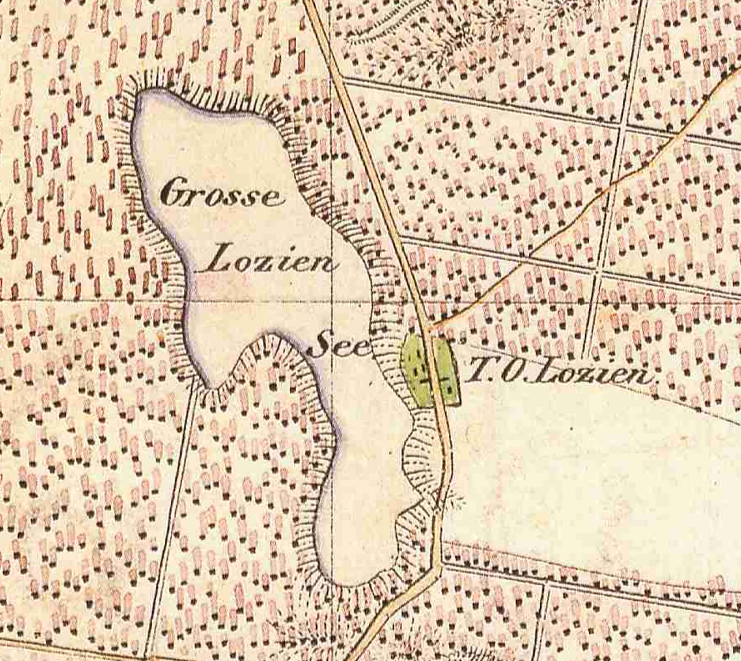
Wohnplatz Altlotzin und Großer Lotzinsee, Ortsteil Groß Schönebeck, Gemeinde Schorfheide, Lkr. Barnim, Brandenburg, Ausschnitt aus dem Urmesstischblatt 3047 Groß Schönebeck von 1825

Der Große Lotzinsee ist ein länglicher, strukturierter, natürlicher See im Ortsteil Groß Schönebeck der Gemeinde Schorfheide im Landkreis Barnim (Brandenburg).

## Lage
Der Große Lotzinsee liegt ca. 6,3 km nördlich vom Ortskern von Groß Schönebeck und knapp 2 km südlich von Groß Dölln. Er ist völlig von Wald umgeben. Die kleine Straße von Groß Schönebeck nach Groß Dölln führt nahe am Ostufer vorbei. Am Ostufer liegt der Wohnplatz Altlotzin.

## Hydrographie
Der See erstreckt sich in Nordnordost-Südsüdwest-Richtung und hat hier eine maximale Länge von 1,37 km. Er ist allerdings stark gegliedert mit einigen Buchten. Das Gewässerkataster gibt die Seefläche mit 36,2 ha an, nach Eckstein waren es 1908 42,2 ha. Die Website Fisch-Hitparade nennt nur noch 31 ha. Nach der Topographischen Karte 1:25.000 Nr. 3047 Groß Schönebeck von um 1900 lag der Seespiegel noch bei 54 m ü. NHN. Zwischen 1991 und 2013 schwankte er zwischen 52,20 und 53,30 m.
Die maximale Probennahmetiefe nach dem Gewässerkataster war 2,1 Meter; Eckstein gibt einen Tiefenwert von 4 Meter an. Das Gewässerkataster von 1993 gibt den Trophie-Index mit 4 an, d. h. der See ist (bzw. war damals) eutroph und nicht geschichtet.
Der Große Lotzinsee hat keinen Zufluss, aber einen Ausfluss, das Trämmerfließ, das zum Trämmersee verläuft. Es ist aber meist ausgetrocknet. Das Trämmerfließ war früher kurz nach dem Ausfluss aus dem Großen Lotzinsee kanalartig ausgebaut und wurde zum Flößen von Holz genutzt.

## Geschichte
1528 wird der See als Der große Luzien erstmals erwähnt. 1589 heißt es nach dem Lotzin bzw. 1590 der Luzin und 1739 beym Lotzin. In der Schmettaukarte ist er als Lutzien See verzeichnet. Im Urmesstischblatt ist der See als Grosse Lozien See eingezeichnet. Aufgrund der späten Nennung ist die Deutung des Namens schwierig. Gerhard Schlimpert gibt zwei Deutungen an: zum einen von einer plb. *Losina oder *Losiny von loś = Elch, zum anderen von einer Grundform *Lozin- zu *loza = Rute, Gerte, Weide.

## Nutzung
Nach Eckstein gab es damals (1908) vor allem Flussbarsch, Karausche, Schleie und Hecht sowie Krebse im See. Der See wird von der Seenfischerei Prenden bewirtschaft.